# San Andrés de Giles
San Andrés de Giles è una cittadina argentina della provincia di Buenos Aires, capoluogo del partido omonimo.

## Geografia
San Andrés de Giles è situata nella Pampa, lungo la sponda destra del torrente Giles, a 107 km ad ovest di Buenos Aires.

## Storia
Il villaggio fu ufficialmente fondato il 30 novembre 1806, data in cui venne inaugurata una piccola cappella dedicata a Sant'Andrea sui terreni donati da Don Francisco de Suero y Giles. Nel 1937 ottenne lo status di città.

## Infrastrutture e trasporti
San Andrés de Giles è situata all'intersezione tra la strada nazionale 7 e la provinciale 41.